# Sweet Sounds of Heaven
Sweet Sounds of Heaven – drugi singiel brytyjskiej grupy rockowej The Rolling Stones promujący ich  album studyjny Hackney Diamonds. Utwór powstał w wyniku kolaboracji zespołu z amerykańską piosenkarką Lady Gagą oraz Steviem Wonderem.

## Tło i wydanie
15 grudnia 2012 podczas koncertu grupy The Rolling Stones w ramach trasy koncertowej 50 & Counting na scenie pojawiła się Lady Gaga i zaśpiewała wspólnie z zespołem utwór „Gimme Shelter”. Wspólny występ został zawarty na albumie koncertowym Grrr Live!, wydanym 10 lutego 2023. 6 września 2023 na konferencji prasowej członkowie zespołu poinformowali o premierze nowego albumu Hackney Diamonds, jednocześnie potwierdzili, że współpracowali z Lady Gagą nad jednym z utworów. Pod koniec września grupa poinformowała o premierze drugiego singla promocyjnego, na którym gościnnie wystąpiła Gaga. Utwór „Sweet Sounds of Heaven” został opublikowany 28 września 2023. 19 października 2023 piosenka została wykonana po raz pierwszy na żywo w trackie specjalnego koncertu promocyjnego w Nowym Yorku; gościem w trakcie występu była Lady Gaga. Wykonanie na żywo  zostało zawarte w specjalnej edycji albumu oraz udostępnione na kanale YouTube zespołu.
Autorami tekstu utworu są Mick Jagger oraz Keith Richards, natomiast producentem Andrew Watt. Za instrumenty klawiszowe i fortepian w utworze odpowiada Stevie Wonder. Singiel definiowany jest muzycznie jako ballada rockowa z elementami muzyki blues, soul oraz gospel.

## Odbiór
Neil McCormick w recenzji dla magazynu The Telegraph przyznał utworowi pięć na pięć gwiazdek, nazywając utwór ekscytującym. Jonah Krueger, pisząc dla magazynu Consequence uznał singiel za „hymniczny”. Recenzent pochwalił pracę artystów gościnnych, stwierdzając, że Stevie Wonder „utrzymuje pełną duszy melodię fortepianową”, natomiast Gaga „udowadnia, że jest nadal jednym z najbardziej imponujących głosów we współczesnym popie”. Jem Aswad, pisząc dla czasopisma Variety określił piosenkę jako „jedną z najlepszych soulowych ballad”. Dwumiesięcznik American Songwriter opisał singiel jako „epicki”. Utwór został umiejscowiony na 5. miejscu listy najlepszych piosenek 2023 roku według magazynu The New York Times. BBC uznał „Sweet Sounds of Heaven” za 25. najlepszy utwór 2023 roku, natomiast magazyn Rolling Stone uznał singiel za 83. najlepszą piosenkę roku.

## Notowania
| Notowania (2023)                          | Najwyższa pozycja |
| ----------------------------------------- | ----------------- |
| Kanada (Canada Digital Songs)             | 19                |
| Holandia (Single Top 100)                 | 42                |
| Niemcy (Official German Charts)           | 84                |
| Nowa Zelandia (RIANZ)                     | 38                |
| Stany Zjednoczone (US Digital Song Sales) | 29                |
| Wielka Brytania (OCC)                     | 2                 |